# Cerapteryx semiconfluens
Cerapteryx semiconfluens là một loài bướm đêm trong họ Noctuidae.